# Cambridge Archaeological Journal
Cambridge Archaeological Journal és una revista acadèmica revisada sobre arqueologia cognitiva i simbòlica publicada per Cambridge University Press en nom del McDonald Institute for Archaeological Research. Es va constituir el 1991 i es publica cada tres anys. Inclou articles principals, notes més curtes, ressenyes de llibres, i articles de revisió, especialment els relacionats amb l'arqueologia cognitiva.
L'editor en cap és John Robb, de la Universitat de Cambridge, mentre que els anys 1990-2005 l'editor va ser Chris Scarre (McDonald Institute).
La revista se centra en el paper i el desenvolupament de les habilitats intel·lectuals humanes. Abasta la investigació arqueològica teòrica i descriptiva, que va des de l'art i la iconografia, l'enterrament i el ritual, les representacions i el simbolisme, fins a l'evolució de la cognició humana. La revista abasta totes les èpoques i totes les àrees, des del Paleolític inferior fins al colonialisme i des del Pacífic fins a l'Àsia central. Cal destacar que els estudis sobre figuretes han estat àmpliament discutits en diverses enquestes, però en particular a la del 1996 titulada "Podem Interpretar Figures?". La revista publica sovint articles sobre l'arqueologia maia.